# 普林塞萨
普林塞萨是巴西圣卡塔琳娜州的一个市镇。总面积86.215平方公里，总人口2604人，人口密度30.2人/平方公里。